# Očkov
Očkov (in ungherese Ocskó) è un comune della Slovacchia facente parte del distretto di Nové Mesto nad Váhom, nella regione di Trenčín.